# Central City (Iowa)
Central City es una ciudad situada en el condado de Linn, en el estado de Iowa, Estados Unidos. Según el censo de 2010 tenía una población de 1.257 habitantes.

## Geografía
Según la Oficina del Censo de los Estados Unidos, la localidad tiene un área total de 2,5 km², de los cuales 2,45 km² corresponden a tierra firme y el restante 0,05 km² a agua, que representa el 2% de la superficie total de la localidad.

## Demografía
Según el censo de 2010, había 1257 personas residiendo en la localidad. La densidad de población era de 502,8 hab./km². Había 556 viviendas con una densidad media de 222,4 viviendas/km². El 98,33% de los habitantes eran blancos, el 0,56% afroamericanos, el 0,24% amerindios, el 0,16% asiáticos, el 0,08% de otras razas, y el 0,64% pertenecía a dos o más razas. El 1,19% de la población eran hispanos o latinos de cualquier raza.